# Edmund Łuczak
Edmund Łuczak (ur. 30 września 1909 w Słońsku , zm. 29 grudnia 2000 w Kaliszu) – polski lekarz, Sprawiedliwy wśród Narodów Świata.

## Życiorys
Ukończył Gimnazjum im. Mikołaja Kopernika w Toruniu, następnie, w latach 1931-1937 studiował medycynę na Wydziale Lekarskim Uniwersytetu Poznańskiego. Po zakończeniu studiów podjął pracę na oddziale położniczo-ginekologicznym szpitala w Kaliszu .
Po wybuchu II wojny światowej, w czasie kampanii wrześniowej 1939 przeszedł szlak bojowy od Torunia przez Kutno do Warszawy, gdzie został do końca października 1939 r. W następnym miesiącu wrócił do Kalisza, otrzymując od władz niemieckich nakaz pracy w Liskowie jako lekarz tamtejszego sierocińca .
Pracując w Liskowie dr Łuczak udzielił koniecznej pomocy medycznej żydowskiej dziewczynce Natalii Landau, mającej około 14 lat. Natalia Landau pochodziła z Uniejowa, przebywała w getcie w Kowale Pańskie-Czachulec Nowy, następnie wraz z matką i młodszą siostrą uciekły z transportu do obozu zagłady w Chełmnie nad Nerem i ukryła się w Żychowie u rodziny Krychów (matka i siostra nie przeżyły). Dziewczynka pracując w gospodarstwie skaleczyła się, w ranę wdała się gangrena, wówczas gospodarze zaprowadzili dziewczynkę do dra Łuczaka, który zoperował ranę i przez sześć kolejnych tygodni doglądał swojej pacjentki . Natalia Landau przetrwała okupację u Krychów, a po wojnie wyjechała do Wielkiej Brytanii, przyjmując nazwisko Rachelle Nelkin.
Na wniosek uratowanej Rachelle Nelkin dr Edmund Łuczak w 1983 otrzymał w Jad Waszem medal Sprawiedliwego Wśród Narodów Świata (nr 2596). Drzewko z nazwiskiem dra Łuczaka posadził w Alei Sprawiedliwych w Jerozolimie kaliszanin Baruch Kolski .
W 1945, jeszcze przed zakończeniem wojny, Edmund Łuczak wyjechał do poniemieckiego Szczecinka, gdzie objął stanowisko lekarza powiatowego, w latach 1951–1953 był dyrektorem szpitala  oraz ordynatorem oddziału ginekologiczno-położniczego.
Tuż po przyjeździe do Szczecinka dr Łuczak zainteresował się amboną w protestanckim kościele w Radaczu, zbudowaną - według legendy - z triumfalnego rydwanu Jana III Sobieskiego, na którym król miał uroczyście wjechać do Wiednia po zwycięstwie nad Turkami (w rzeczywistości ambona została zbudowana z trzech karoc, faktycznie należących do rodu Sobieskich, obecnie przechowywanych w Muzeum w Wilanowie). Dzięki Łuczakowi elementy ambony zostały przewiezione do Szczecinka, a on sam otrzymał odznakę „Za opiekę nad zabytkami” .
W 1979 dr Łuczak powrócił do Kalisza . Tutaj nadal pracował jako lekarz, nadto udzielał się społecznie, m.in. opiekował się cmentarzem żydowskim . W 1988 otrzymał Odznakę Honorową Miasta Kalisza.
Zmarł w Kaliszu 29 grudnia 2000 roku, został pochowany na tamtejszym Cmentarzu Komunalnym  (kwatera 28, rząd 2, numer 10).